# Johann Georg Schmutzer

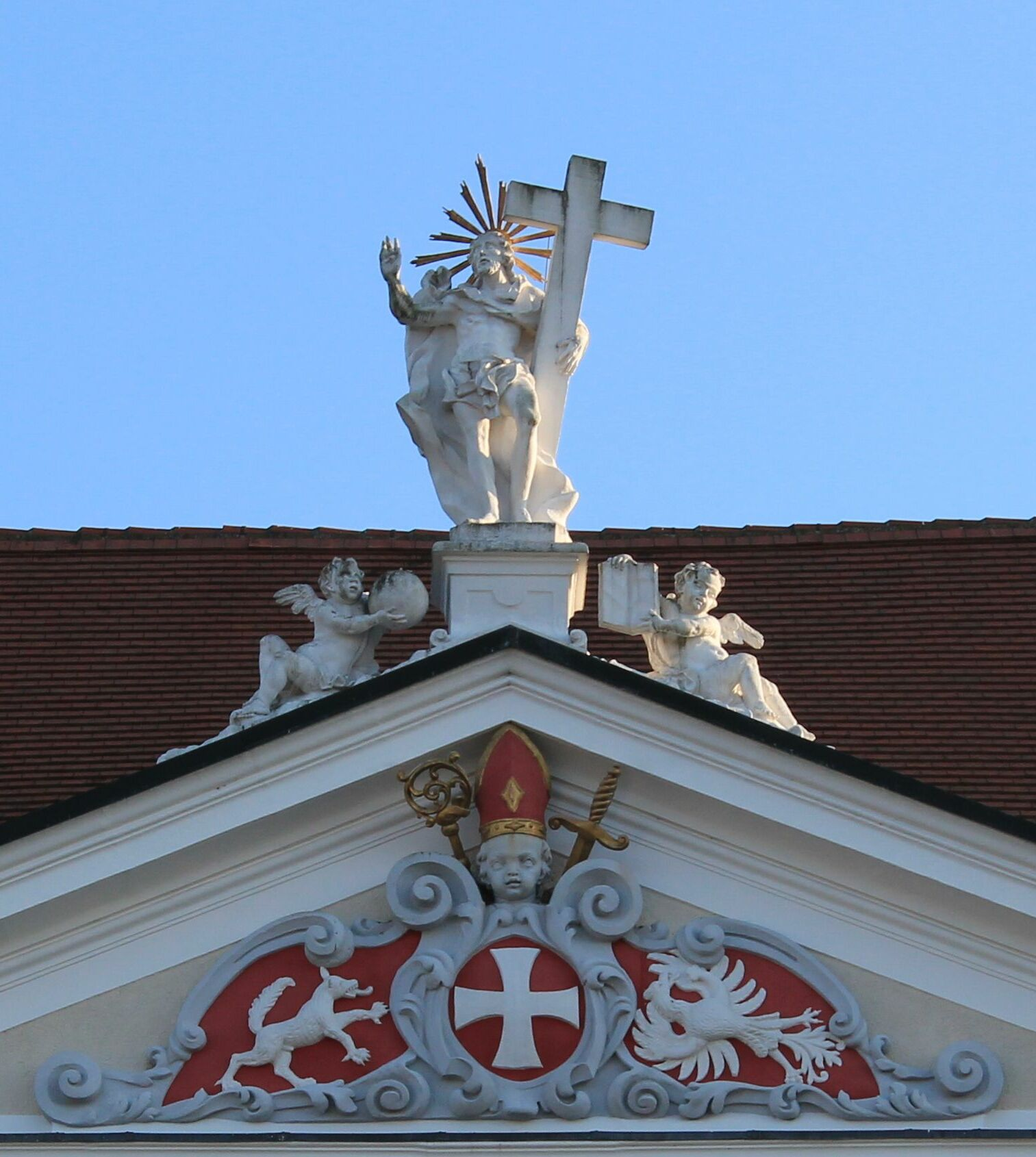
1725/26 Stift Herzogenburg, 2 Dreiecksgiebel mit Bildhauerarbeiten von Johann Georg Schmutzer. Wappen des Stiftes, der Diözese und des Stiftsgründers Ulrich I., darüber Christus Salvator.

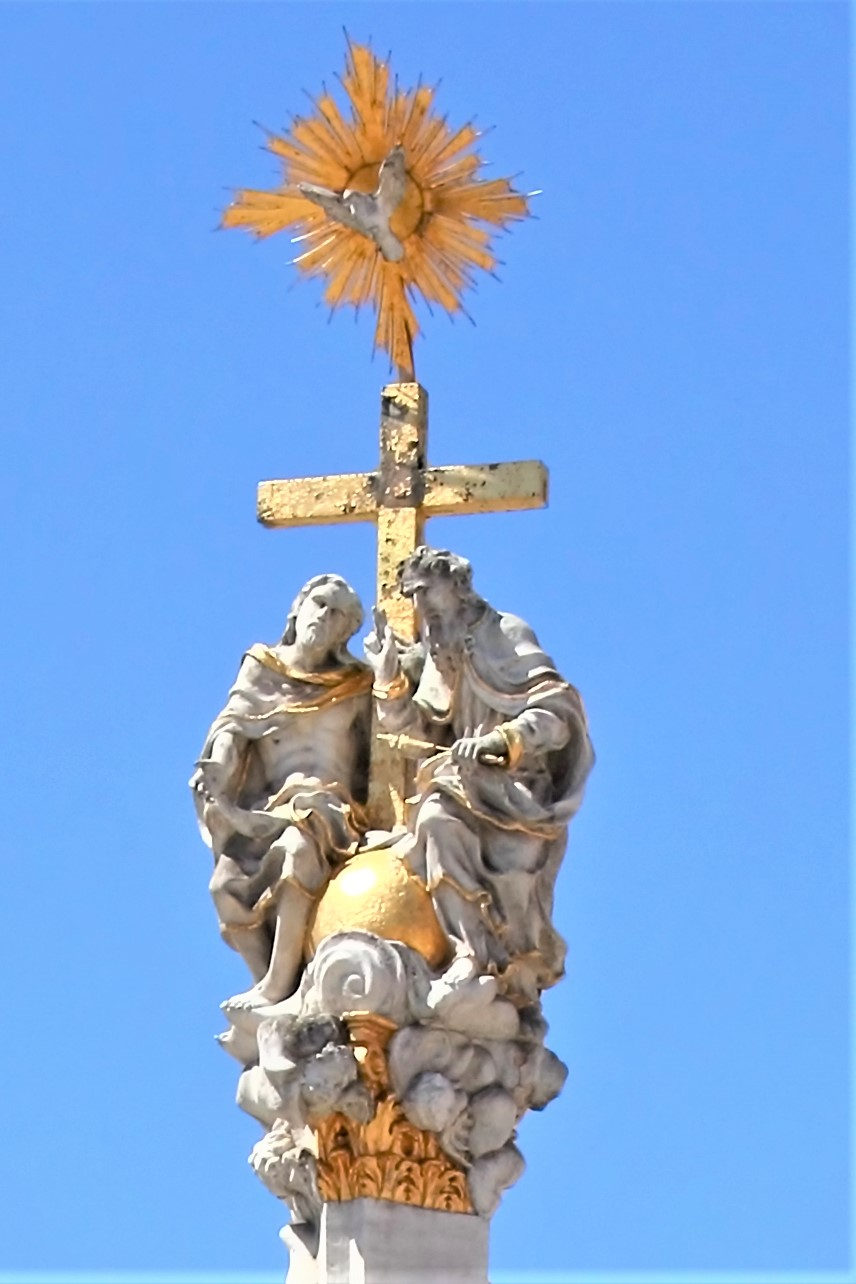
Dreifaltigkeitssäule Eggenburg, Bildhauer Joh. Georg Schmutzer

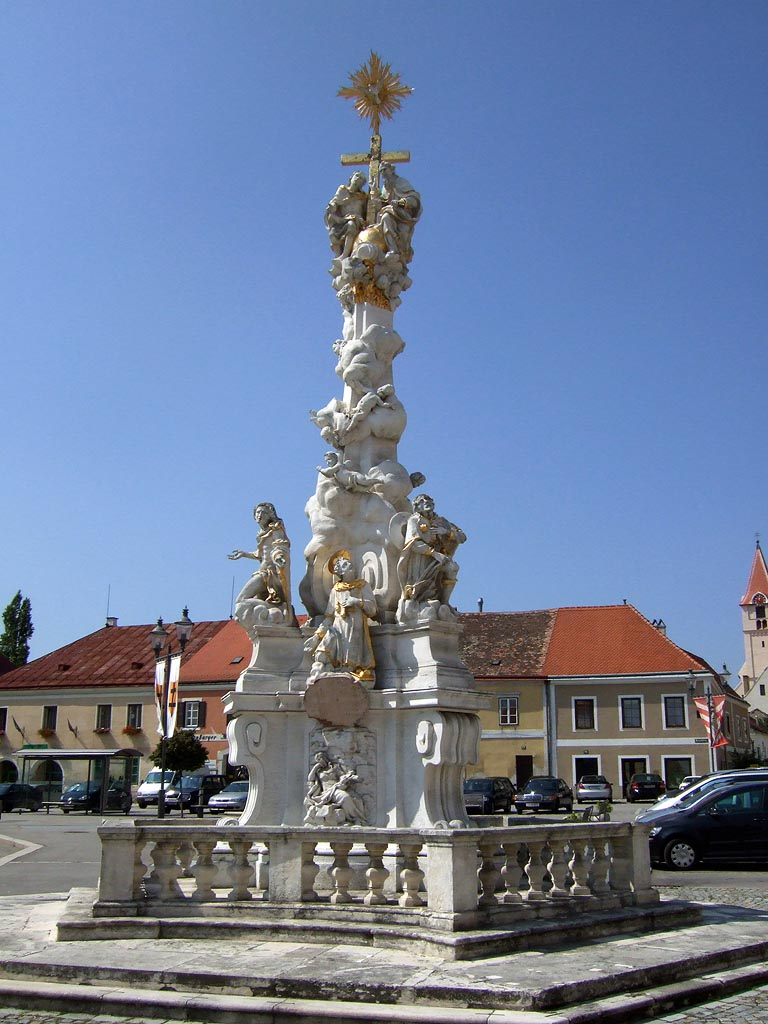
Eggenburg Dreifaltigkeitssäule Steinmetzarbeiten Andreas Steinböck

Johann Georg Schmutzer (auch Johann Georg Schmuzer; * 28. März 1665 in Wessobrunn, Bayern; † 2. Oktober 1747 in Eggenburg, Niederösterreich.) war Steinmetzmeister und Bildhauer der Künstlerfamilie Schmuzer in der Eggenburger Bruderschaft.

## Familie und Ausbildung in Wessobrunn
Johann Georg Schmutzer, geboren am 28. März 1665, war der erste Sohn des Stuckateurs Johann Schmuzer und dessen Frau Justina Vogler. Die Mutter starb im Mai 1674. Der Vater, jetzt Witwer, heiratete Anfang 1675 Anna Heiß und erhielt dabei urkundlich den Stuckateurmeister bestätigt. In dieser Ehe wurde 1683 Joseph, ein wesentlich jüngerer Bruder geboren, der zum Nachfolger im Handwerk bestimmt wurde.
Johann Schmuzer gilt als Mitbegründer der Wessobrunner Schule. Diese ist mit dem Kloster Wessobrunn verbunden, eine besondere Weise barocker Gestaltung. In den Werkstätten dieses Klosters arbeiteten bis zu 300 Künstler und Kunsthandwerker. Neben Stuckateuren gab es Architekten, Bildhauer, Maler und Kupferstecher.

### Heirat in Eggenburg
Am 7. Juni 1689 heiratete der 24-jährige Johann Georg Schmutzer von Weßobrunn in Bayern in der Pfarrkirche Eggenburg Maria Elisabeth Haring, Tochter des Johann Haring und seiner Frau Barbara aus Stoitzendorf. Trauzeugen waren Wolfgang Steinböck und Andreas Niedermayer.
Er wurde 1690 Steinmetzmeister und Bildhauer der Eggenburger Bruderschaft, erhielt am 16. November 1690 das Bürgerrecht von Eggenburg. Seine Ehefrau Elisabeth starb am 29. Mai 1713 mit 48 Jahren. Der Witwer heiratete am 31. Jänner 1719 Anna Maria Fux, Tochter des Andreas Fux cauponis - Wirt und seiner Frau Catharina aus Eggenburg.

„Johann Georg Schmutzer wurde ein Mitarbeiter von Wolfgang und Andreas Steinböck, keiner seiner gleichzeitigen oder späteren Fachkollegen erreichte, geschweige denn, übertraf ihn in bildkünstlerischer Hinsicht.“

### Nachkommen
Schmutzers Sohn Johann Georg, am 13. April 1695 geboren, folgte dem Vater nach. „Am 10. Oktober 1727 hat Hans Georg Schmutzer auf seine Bildhauers profession das Bürgerrecht und pflicht abgelegt“.
Der Haushalt des jungen Schmutzer geriet in finanzielle Schwierigkeiten, der Stadtrat verordnete am 1. April 1729 dem Vater, dass er sich mit seinem Sohn ordentlich verrechnen, und was billig ist, ihm auch bezahlen solle. Schließlich bestimmte der Stadtrat am 4. November 1735, dass auf Schmutzers Haus „faill Zettl angeschlagen“ und dieses verkauft werde.

## Werke
- Kirchenrechnungen der Jahre 1696–1698 dokumentieren Schmutzers Bildhauerarbeit in der Stephanuskirche in Eggenburg.[11]

Regina Steinböckin, Witwe des Wolfgang Steinböck, stiftete 1708 sein Grabmal, 1713 und 1715 Kunstwerke zu seinem Gedächtnis, die von Johann Georg Schmutzer gestaltet wurden.
- Grafenberg vor dem Pfarrhof Maria Immaculata auf geschwungenem Sockel, 1713.[12]
- Ravelsbach, Joseph Lembacher, Marktrichter und Marktschreiber vermerkte im Gedenkbuch 1791: 1721 dem Schmutzer, Bildhauer in Eggenburg, für den neu gemachten Florian auf das Rathaus 5 fl. bezahlt.[13]
- Pfarrkirche Großweikersdorf Taufstein von 1725, Marmorbecken von Putti gehalten. Die verlorengegangene Statue Johannes’ des Täufers wurde 1957 durch einen kuppelförmigen Deckel aus marmoriertem und teilweise vergoldetem Holz und einer Darstellung der Taufe Christi ersetzt.[14]
- Stift Herzogenburg, die Bauplastik der Dreiecksgiebel an der 130 m langen Hauptfront des Nordtraktes, 1725/26.[15] Auf den Spitzen der Giebelfelder stehen Christus als Welterlöser und der hl. Augustinus, der Gründer des Chorherrenordens.[16]
- Harmannsdorf, Gemeinde Burgschleinitz-Kühnring Rosalienkapelle, Figuren sind mit der 1. Hälfte des 18. Jahrhunderts datiert.[17]
- Pfarrhof Eggenburg Rundnische im Obergeschoß mit Kartuschenrahmung Figur Guter Hirte 18. Jahrhundert.[18]

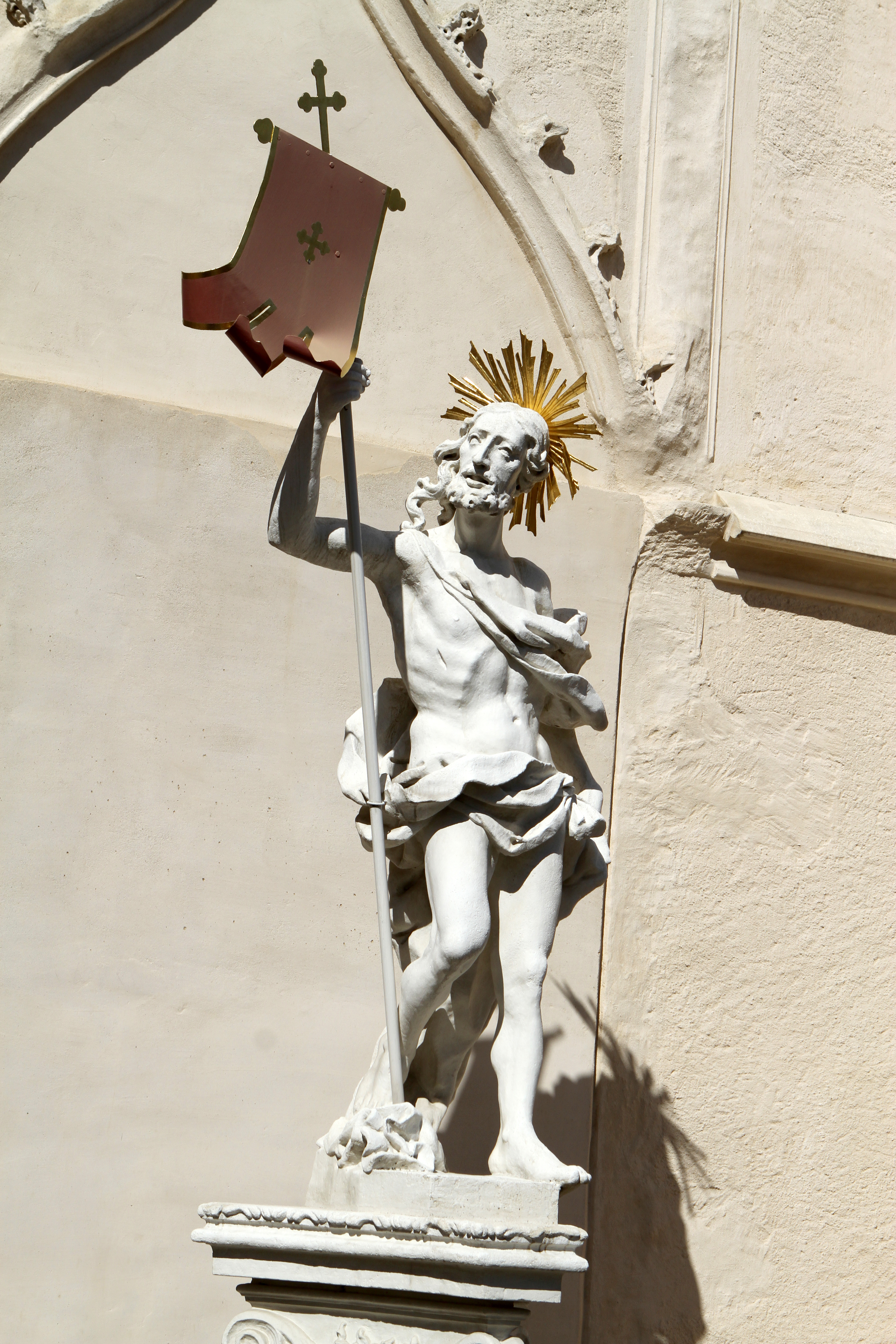
Eggenburg Kirche, Christus mit der Fahne 1712
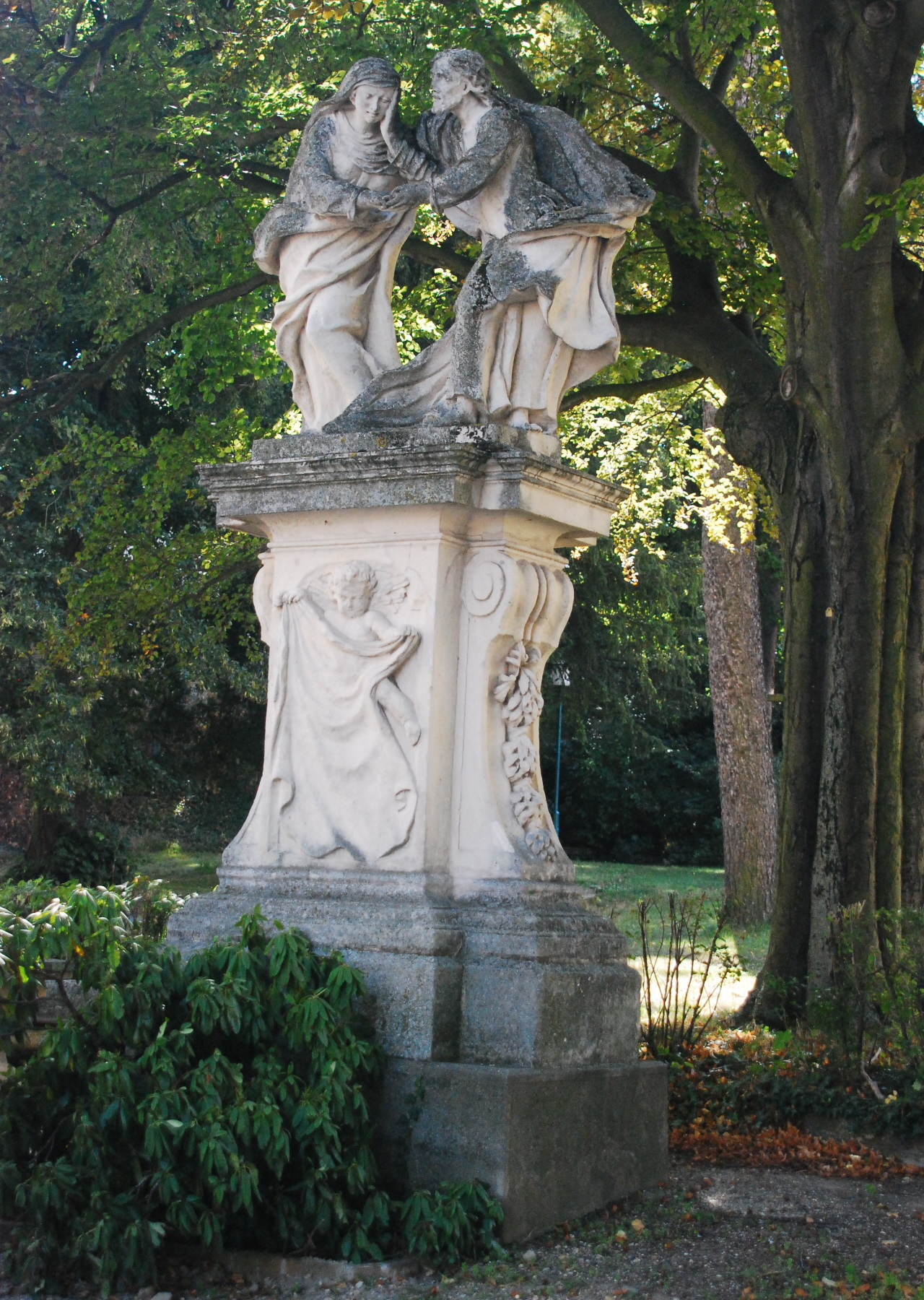
Abschied Christi von Maria vor Krahuletz-Museum
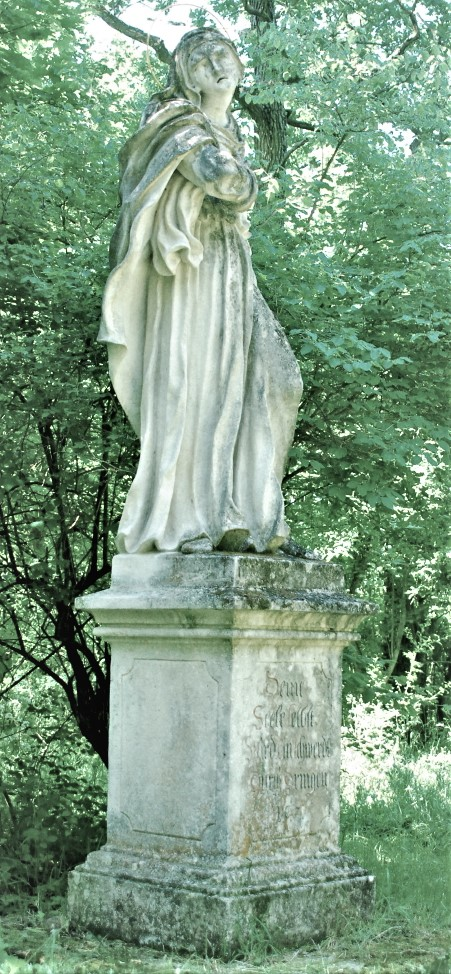
1715 Mater Dolorosa Eggenburg
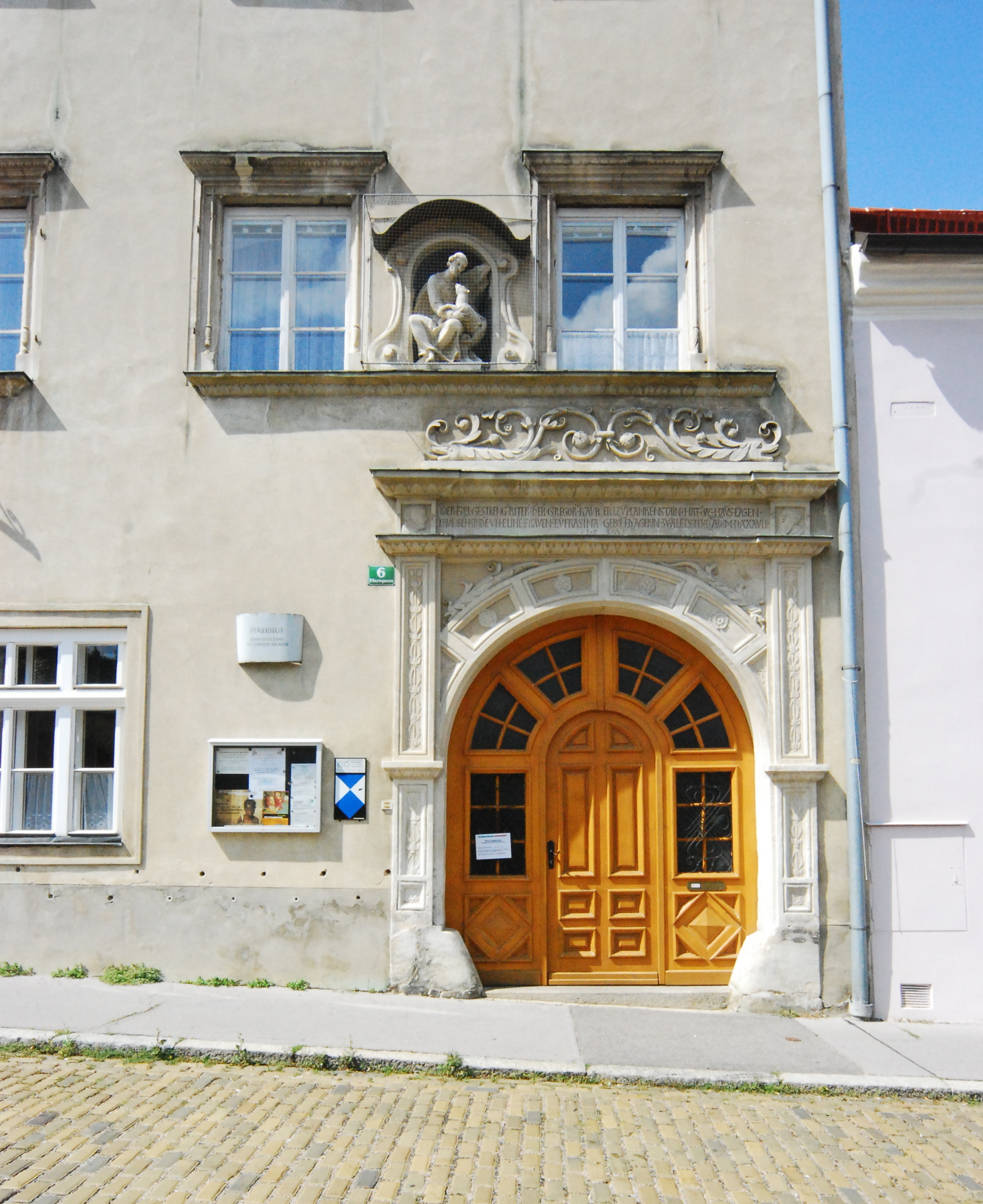
„Guter Hirte“ Pfarrhof Eggenburg
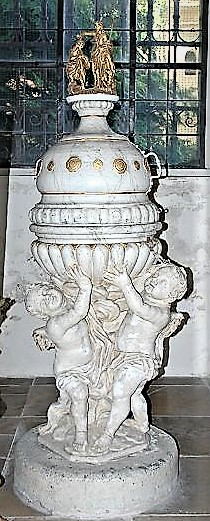
Großweikersdorf Taufbrunnen
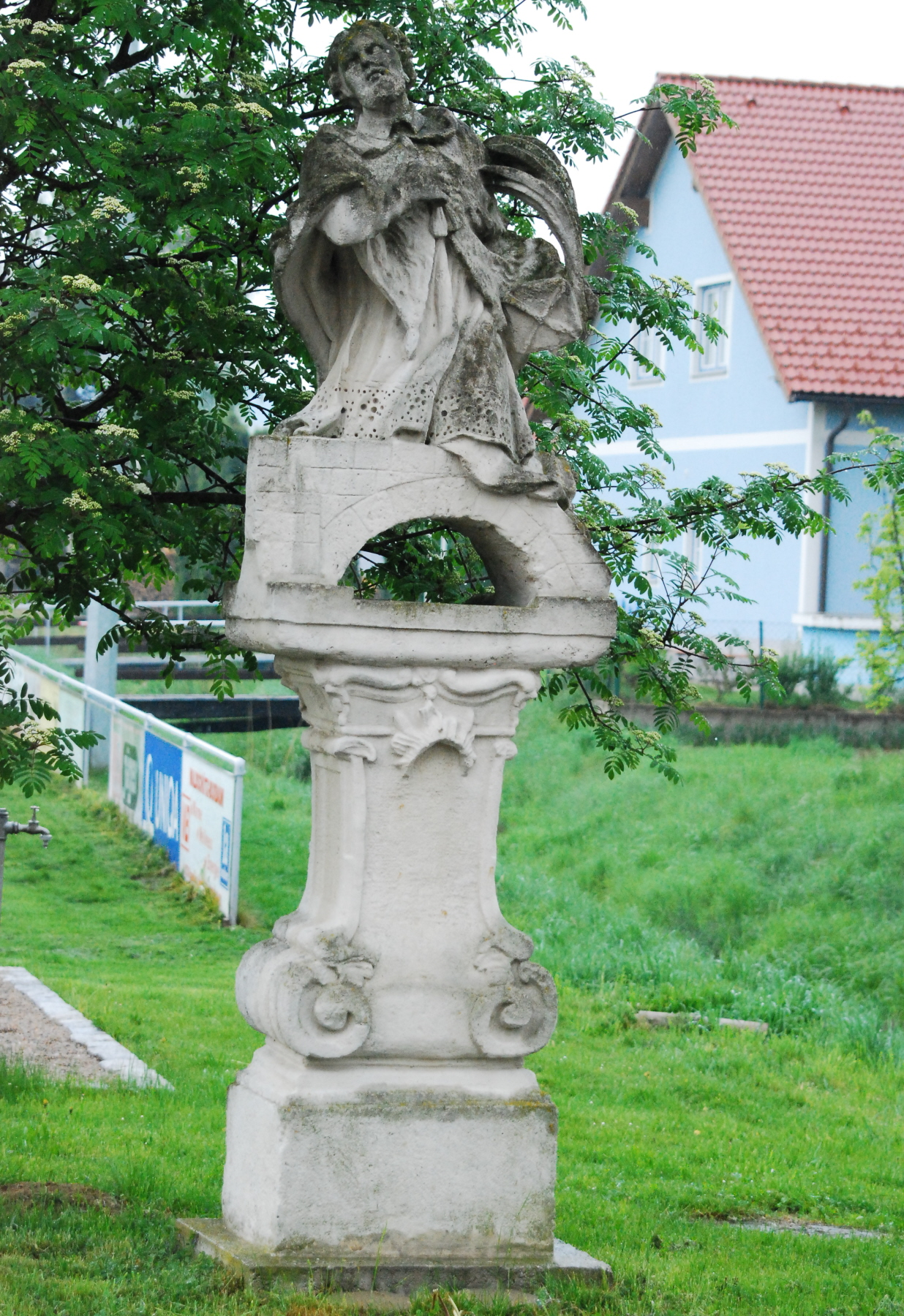
Kühnring Johannes-Nepomuk-Statue 1726
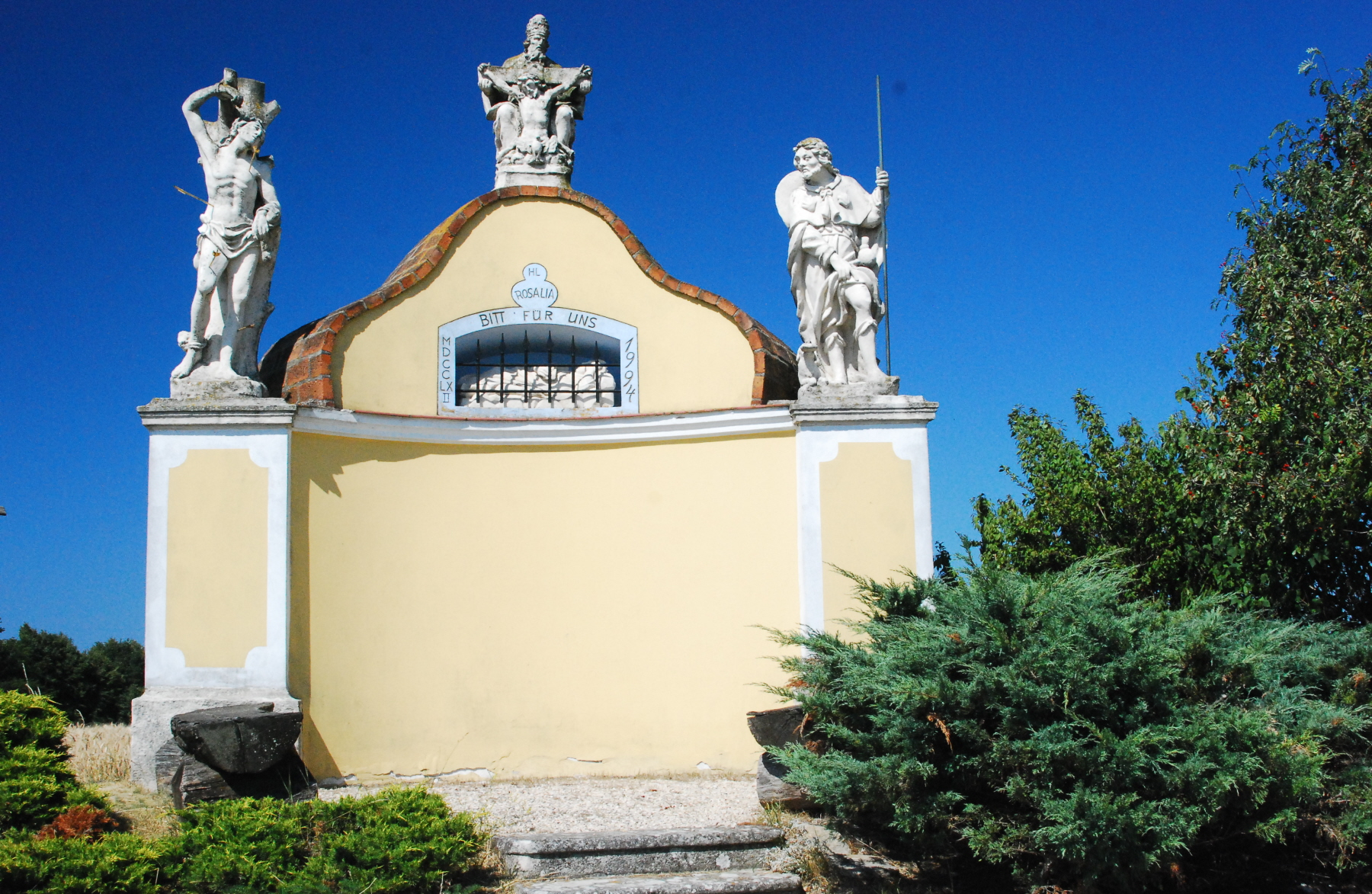
Harmannsdorf Rosaliakapelle, seitlich hl. Sebastian und Rochus, Mitte Gnadenstuhl